# The Water Magician
«The Water Magician» (яп. 水属性の魔法使い, Mizuzokusei no Mahōtsukai, Маг води) — серія ранобе, написана Тадаші Кудо та ілюстрована Ханою Амано. Спочатку публікація серії розпочалася на вебсайті Shōsetsuka ni Narō у квітні 2020 року. Згодом її придбало видавництво TO Books, яке почало публікувати її під своїм імпринтом TO Bunko у березні 2021 року. Адаптація у форматі манґи, ілюстрована Бокутенго, почала серіалізацію на вебсайті Nico Nico Seiga під брендом Comic Corona видавництва TO Books 20 вересня 2021 року. Адаптація у форматі аніме-телесеріалу, виробництвом якої займаються студії Typhoon Graphics та Wonderland, премє'рувала у липні 2025 року.

## Персонажі
Рьо (яп. 涼)
Сейю: Аюму Мурасе
Головний герой серії. Рьо — японець, який помирає у віці 20 років та перероджується в іншому світі. Він отримує здібності мага води, а також вічну молодість. Протягом 20 років він тренується у віддаленій місцевості, перш ніж вирушити в інші землі, ставши авантюристом.
Абель (яп. アベル, Aberu)
Сейю: Казукі Ура
Абель — авантюрист, якого Рьо знайшов викинутим на берег неподалік свого дому. Вони разом вирушають до найближчого міста. Згодом стає відомо, що він є капітаном загону авантюристів «Багряне лезо».
Сера (яп. セーラ)
Сейю: Каеде Хондо

## Медіа

### Ранобе
Написана Тадаші Кудо, серія «Маг води» почала публікуватися на вебсайті Shōsetsuka ni Narō 1 квітня 2020 року. Згодом її придбало видавництво TO Books, яке 10 березня 2021 року почало видавати її з ілюстраціями Нокіто під своїм імпринтом ранобе TO Bunko. Пізніші томи містять ілюстрації Мебару (томи з 3 по 6) та Хани Амано (том 7 і далі). Станом на 19 березня 2025 року було випущено тринадцять томів.
Під час своєї панелі на Anime NYC 2023, видавництво J-Novel Club оголосило про ліцензування серії для публікації англійською мовою.
| 1 арка |                   |                        |
| 1      | 10 березня 2021   | ISBN 978-4-86-699168-9 |
| 2      | 19 червня 2021    | ISBN 978-4-86-699225-9 |
| 3      | 10 листопада 2021 | ISBN 978-4-86-699371-3 |
| 4      | 10 березня 2022   | ISBN 978-4-86-699469-7 |
| 5      | 20 серпня 2022    | ISBN 978-4-86-699641-7 |
| 6      | 20 лютого 2023    | ISBN 978-4-86-699773-5 |
| 7      | 20 липня 2023     | ISBN 978-4-86-699900-5 |
| 2 арка |                   |                        |
| 8      | 20 жовтня 2023    | ISBN 978-4-86-699979-1 |
| 9      | 15 січня 2024     | ISBN 978-4-86-794050-1 |
| 10     | 20 квітня 2024    | ISBN 978-4-86-794164-5 |
| 11     | 16 липня 2024     | ISBN 978-4-86-794252-9 |
| 12     | 15 січня 2025     | ISBN 978-4-86-794426-4 |
| 3 арка |                   |                        |
| 13     | 19 березня 2025   | ISBN 978-4-86-794510-0 |
| 14     | 20 червня 2025    | ISBN 978-4-86-794600-8 |

### Манґа
Адаптація у форматі манґи, ілюстрована Бокутенго, почала серіалізацію на вебсайті Nico Nico Seiga під брендом Comic Corona видавництва TO Books 20 вересня 2021 року. Станом на січень 2025 року розділи манги були зібрані в шість томів танкобонів.
Під час своєї панелі на Anime NYC 2023, видавництво J-Novel Club також оголосило про ліцензування манґи для публікації англійською мовою.
| № | Дата виходу       | ISBN                   |
| - | ----------------- | ---------------------- |
| 1 | 15 березня 2022   | ISBN 978-4-86-699475-8 |
| 2 | 15 листопада 2022 | ISBN 978-4-86-699708-7 |
| 3 | 15 липня 2023     | ISBN 978-4-86-699904-3 |
| 4 | 15 січня 2024     | ISBN 978-4-86-794057-0 |
| 5 | 16 липня 2024     | ISBN 978-4-86-794239-0 |
| 6 | 15 січня 2025     | ISBN 978-4-86-794405-9 |

### Аніме
10 січня 2025 року було анонсовано адаптацію у форматі аніме-телесеріалу. Виробництвом серіалу займаються студії Typhoon Graphics та Wonderland, режисером виступає Хідеюкі Сатаке, сценарій написав Дзюн Кумагаї, дизайн персонажів розробила Юка Козуцумі, а музику написали Акіра Косемура та Саяка Аокі. Прем'єра серіалу відбулась 4 липня 2025 року на телеканалі TBS у липні 2025 року. Вступною піснею є «Burū Mōshon» (яп. ブルーモーション, Блакитний рух) у виконанні Meiyo Densetsu, а завершальною є пісня «Tayutau Mamani» (яп. たゆたうままに, Пливучи по течії) у виконанні Misaki. Crunchyroll проводить стримінг серіалу.

## Сприйняття
Лорен Орсіні з Anime News Network оцінила перший том ранобе на 2/5 зірок, написавши: «Чи хтось ще в дитинстві читав книгу Джин Крейгхед Джордж My «Side of the Mountain» і клявся втекти з дому та вести самодостатнє життя в лісі разом зі своїм вірним ручним яструбом? Це той високий рівень, якого я прагнула з дитинства, і я майже знайшла його на сторінках The Water Magician». Вона додала: «Тож Рьо приходить з Абелем, і пара пробивається крізь джунглі, а потім гори, доки не досягає Гільдії Авантюристів, здає знайдені магічні камені, які вони отримали, одним ударом вбивши всіх тих виверн, підвищує свій ранг, і о диво, це раптом стає дуже шаблонною історією ісекай, яку можна знайти будь-де… Вас також не здивує те, що Рьо є найсильнішою людиною в Гільдії Авантюристів. На цьому сильний початок історії закінчується. Це лише перший том, але я не читатиму другий».